# ヵ
ヵ는 일본어의 조수사 표기에 사용되는 문자이다. 가타카나의 カ를 작게 한 모양을 하고 있지만, 엄밀히 가나에 속하는 문자는 아니다. 또한 비슷한 용법으로 쓰이는 ヶ와 같이 한자의 일종(약자체)으로 볼 수도 없다.
일본어 문장에서는 원래 ヵ라는 문자가 쓰이지 않았는데, 个, 箇의 약자인 ヶ가 一ヶ月와 같이 사용될 때, 발음이 '잇카게쓰'와 같이 か 소리가 나므로, 가타카나 ケ와 혼동되는 ヶ 대신 발음에 맞추어 ヵ로 잘못 표기한 것으로부터 사용이 확대되었다.
따라서 ヵ는, '~개'라는 조수사적 용법과 '~의'라는 문어체 소유격의 두 가지 용법에 두루 쓰이는 ヶ와는 달리 조수사적 용법에만 사용이 한정된다. 또한, 애초에 잘못된 인식에서 생겨난 것이므로, ヵ 표기는 바람직하지 않다는 의견도 있다. 언론사에 따라서는 ヵ로 표기를 통일한 곳도 있다.
ヵ를 사용하는 경우
- 一ヵ所 일 개소 (잇카쇼)
- 一ヵ月 일 개월 (잇카게쓰)
- 十ヵ条 십 개조 (주카조)

ヵ를 쓸 수 없는 경우
- 関ヶ原 (X) 세키가하라
- 一ヶ (잇코）
- 個, 箇条書き (한자로 써야 할 경우)

## 같이 보기
- 요음
- ヶ